# Hiltruda
|  | Per a altres significats, vegeu «Hiltruda (filla de Carles Martell)». |

Hiltruda (740/750 - 27 de setembre del 769) és una santa catòlica i ortodoxa, celebrada el 27 de setembre. Filla de Wilbert, comte de Poitiers, i germana de Berthe i Gontrad.
Estava promesa amb un poderós senyor, però no volia casar-s'hi i marxà a l'abadia que son pare havia fundat a Liessies, on era abat son germà Gontrad. Gontrad va instal·lar sa germana en una cel·la prop de l'església. Com que Hiltruda no s'hi casaria, va accedir que sa germana Berta es casés amb el senyor promès.
Seguint el seu exemple, altres filles de senyors decideixen unir-se a ella i formaren una comunitat religiosa femenina. Va morir el 769 a la mateixa abadia i fou enterrada prop del seu germà, a l'església del poble. Al segle xi Hiltruda fou canonitzada i es creia que feia molts miracles; tingué especial devoció entre els habitants de Rance, de Trélon, d'Anor i altres llocs veïns.